# Крим (пункт контролю)
45°21′0″ пн. ш. 36°28′0″ сх. д. / 45.35000° пн. ш. 36.46667° сх. д.
Крим — пункт контролю прикордонної служби України у Криму на державному кордоні з Росією поблизу м. Керч. Діяв до 2014 року, коли Крим був анексований Росією.
Розташований у Криму на північно-східній околиці міста Керч, поблизу селища Жуківка у порту Крим, на автошляху E97. З російського боку розташований пункт пропуску «Порт Кавказ» (на сайті ДПСУ пункт контролю має назву «Кубань»), Темрюцький район, Краснодарський край на автошляху Р-251 у напрямку Темрюка.
Вид пункту пропуску — поромний. Статус пункту пропуску — міжнародний, місцевий.
Характер перевезень — пасажирський, вантажний.
Окрім радіологічного, митного та прикордонного контролю, пункт контролю «Крим» може здійснювати санітарний, фітосанітарний, ветеринарний, та екологічний контроль.
Пункт контролю «Крим» входить до складу митного посту «Керч» Кримської митниці. Код пункту пропуску — 60010 15 00 (16).

## Галерея

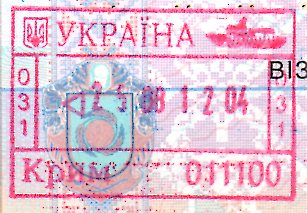
Штамп пункту пропуску "Крим"